# Profit lock-in
Il fenomeno del lock-in si ha quando, individualmente o collettivamente, si è "catturati" da una scelta tecnologica potenzialmente inferiore rispetto ad altre disponibili, è assai rilevante nell'ambito delle tecnologie di Internet. 
Consideriamo due motivi che possono generare la "cattura" da parte di una tecnologia. Sovente vi sono dei costi fissi non recuperabili (o sunk costs), che rendono sconveniente cambiare tecnologia. Per esempio, il tempo per l'apprendimento di un certo software rappresenta un tale costo . 
Il secondo è strettamente legato alla presenza di esternalità di rete. In questo caso, vi è un problema di coordinamento tra gli utenti di una certa tecnologia. Per esempio, come nel fenomeno del technology skipping, si può decidere di non passare a una nuova tecnologia superiore perché quella vecchia, avendo una maggiore base installata, genera maggiori benefici dovuti alle esternalità di rete. 
Eventuali policy per indurre un gruppo di utenti a cambiare tecnologia, per adottarne una più avanzata ma con minore base installata, devono considerare esplicitamente il problema del coordinamento. Questo ragionamento, per esempio, può essere applicato al dibattito sull'adozione del Software Open Source nell'amministrazione pubblica. 
Con la locuzione inglese di profit lock in si indica un meccanismo finanziario mediante il quale un investitore protegge dal ribasso un proprio investimento tramite la strutturazione di una serie articolata di opzioni (chiamate ladder option) legate a predeterminati indici o livelli (chiamati tecnicamente "rungs"): ogni volta che, nel corso del periodo oggetto dell'investimento, uno degli indici viene raggiunto, l'automatica protezione fornita dalle opzioni acquistate permette di "catturare" il profitto ottenuto fino a tale momento e di preservarlo fino alla fine della vita dell'investimento anche se il mercato dovesse invertire la tendenza.
Nello specifico: ogni qual volta l'indice di riferimento supera un rung, il payout minimo dell'opzione viene fissato a quel livello, mentre viene meno il valore delle opzioni "out of the money".
Alla scadenza (maturity) l'investitore riceve la somma dei profitti "catturati" (locked in).